# Larmor-Plage
Larmor-Plage (en bretó An Arvor) és un municipi francès, situat a la regió de Bretanya, al departament d'Ar Mor-Bihan. L'any 2006 tenia 8.428 habitants.

## Demografia
| 1962                                       | 1968  | 1975  | 1982  | 1990  | 1999  |  |
| ------------------------------------------ | ----- | ----- | ----- | ----- | ----- |  |
| 5.077                                      | 5.877 | 5.389 | 6.373 | 8.078 | 8.470 |  |
| Des de 1962: població sense dobles comptes |       |       |       |       |       |  |

## Administració
| Període   | Identitat       | Partit        |
| --------- | --------------- | ------------- |
| 1965-1977 | Eugène Rémilly  |               |
| 1977-1989 | Edmond Le Coz   | Divers droite |
| 1989-2001 | Georges Jégouzo | PS            |
| 2001-     | Victor Tonerre  | Divers droite |

## Agermanaments
- Youghal (Irlanda), des de 1986
- Calafell (Baix Penedès), des de 2005